# Centrarthra vansoni
Centrarthra vansoni är en fjärilsart som beskrevs av Antonius Johannes Theodorus Janse 1940. Centrarthra vansoni ingår i släktet Centrarthra och familjen nattflyn. Inga underarter finns listade i Catalogue of Life.